# 斑比盜龍屬
斑比盜龍屬（學名：Bambiraptor）是獸腳亞目馳龍科的一屬，是種類似鳥類的恐龍，生存於7,200萬年前，由堪薩斯大學、耶魯大學及新奧爾良大學的科學家所發現。雖然斑比盜龍標本似乎是幼年個體，牠站立時不多於0.3米，長0.7米及體重只有2公斤。班比盜龍有可能是蜥鳥盜龍的幼年個體，但是目前無法確定。

## 發現歷史

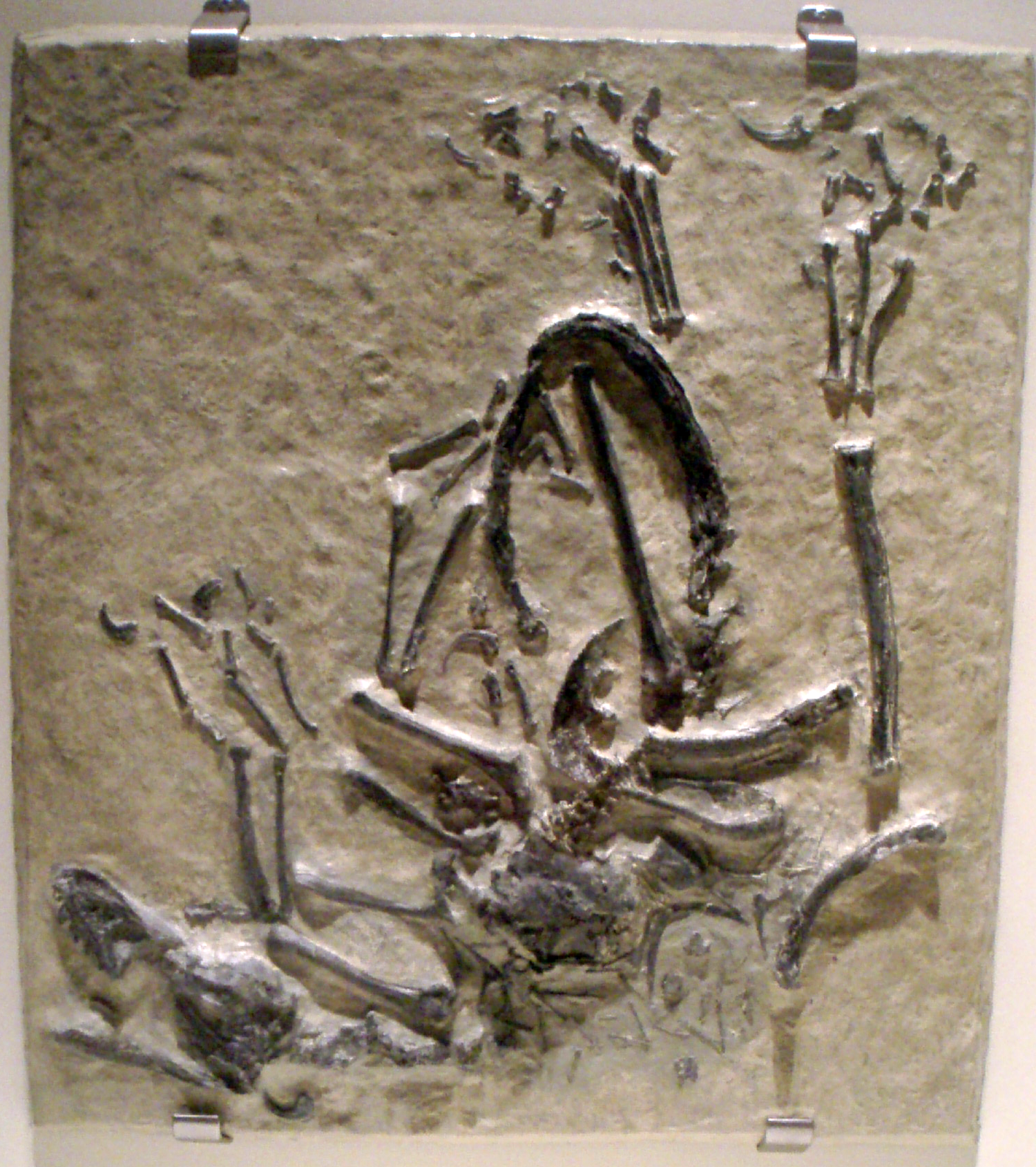
班比盜龍的骨骼 - 多倫多皇家安大略博物館

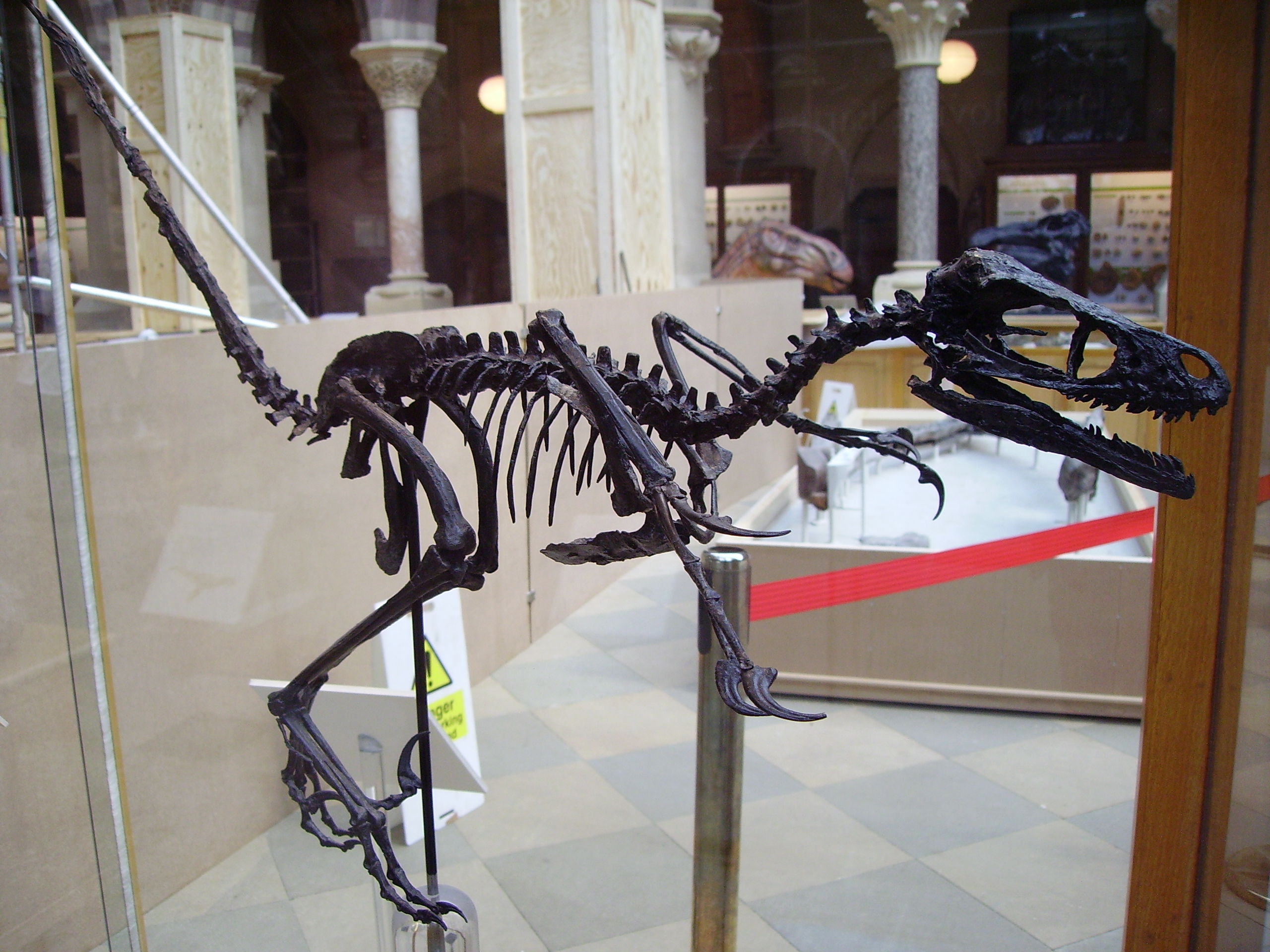
班比盜龍的想像圖

在1993年，14歲的化石獵人Wes Linster發現斑比盜龍的化石，他當時是與家人在美國蒙大拿州的冰川國家公園尋找恐龍骨頭。他對《時代》雜誌說他在一座高山上發掘出這些骨頭，並且對他的發現感到驚奇。在這個地方的進一步發掘，挖出接近95%完整的斑比盜龍骨骼。由於斑比盜龍的完整性，使古生物學家能夠研究牠們的骨骸，如同羅塞塔石碑有助於翻譯埃及的象形文字。
這個化石最初被認為是蜥鳥盜龍的幼年個體。之後在1997年，其他古生物學家將這個化石歸類於伶盜龍的未命名種（Velociraptor sp.）。在2000年，大衛·伯納姆（David Burnham）等人將這個化石建立為新屬，模式種是費堡氏斑比盜龍（B. feinbergi）。屬名是以迪士尼電影中的小鹿斑比為名，意指牠們的小型體型與幼年年齡；種名則是以捐贈出標本的費堡家族為名。同年，喬治·奧利舍夫斯基（George Olshevsky）提出其種名應改為複數型的feinbergorum，一度有部分研究人員使用這個名稱，但其實是不符合國際動物命名法規。
正模標本（編號AMNH FR 30554）發現於雙麥迪遜組的上層，地質年代相當於坎潘階晚期。這個標本目前存放於紐約的美國自然歷史博物館。正模標本是一個關節仍連結、大型的幾乎完整身體骨骼與頭顱骨，缺乏尾巴末端，是一個幼年個體。該化石的右側有損害的痕跡，大部分骨頭的保存狀態良好、沒有被擠壓變形。在2000年另外發現副模標本（編號FIP 002-136），包含34個骨頭，來自於至少兩個個體，也發現於正模標本的附近。在2004年，另外發現一個上頜化石（編號MOR 553S-7-30-91-274），也被編入於斑比盜龍。

## 與鳥類的關係

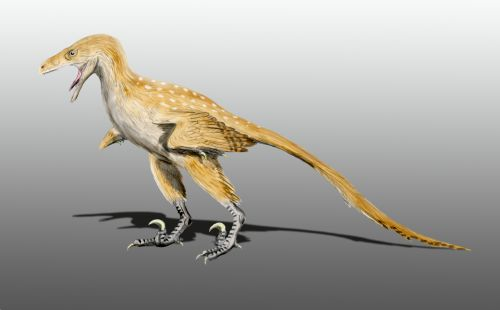
斑比盜龍的想像圖

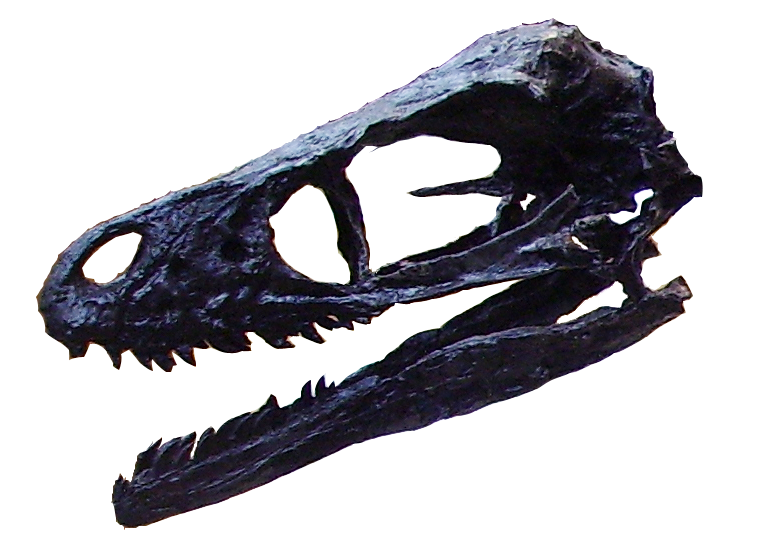
斑比盜龍的頭顱骨，位於牛津大學自然歷史博物館

耶魯大學古生物學家約翰·奧斯特倫姆（John Ostrom）在1964年發現恐爪龍後，重新提出「鳥類由恐龍演化」的學說。對於斑比盜龍化石的完整性及無失真性，他認為可以幫助科學家了解鳥類與恐龍之間的關係。
在首次發表斑比盜龍的會議上，牠們的想像圖被塑造成有羽毛的，但是其化石並沒有發現羽毛。這是根據親緣分支分類法發現斑比盜龍屬於近鳥類；近鳥類是偷蛋龍下目的姊妹分類單元，部分偷蛋龍類（如尾羽龍）具有羽毛。研究認為斑比盜龍的骨骼結構與鳥類非常接近，所以斑比盜龍被認為是有著羽毛的。大部份古生物學家都支持斑比盜龍是有羽毛的觀點，而之後發現的化石確認了像斑比盜龍的馳龍科是全身佈滿羽毛的。

## 描述
斑比盜龍的化石是幼年個體，目前還沒有發現成年個體化石。這個幼年個體化石的長度約90公分，加上遺失的尾巴末端，完整身長估計約為1公尺，體重約為2公斤。在2010年，瑞格利·保羅（Gregory S. Paul）估計其身長約1.3公尺，體重約5公斤。斑比盜龍具有長後肢，顯示牠們善於奔跑。牠們也有長前肢、發展良好的腕骨。
德州拉馬爾州立學院的菲力·森特（Phil Senter），指出斑比盜龍的第一、第三指爪可能可做出相對應的動作，意為可抓取物體，而前肢有高活動範圍，手掌可以達至牠的嘴。可見斑比盜龍是有能力抓著食物，並以前肢把食物放在口中，就像現今的一些小型哺乳動物。
斑比盜龍的腦部比現今鳥類較小。因為牠的小腦較大，牠比其他馳龍科更靈活及高智慧。大衛·伯納姆提出假說，認為斑比盜龍是棲於樹上的。在樹上的生活，在演化上要求更大的腦部。而另一個假說認為牠們的腦部是為捕獵較靈活的獵物，例如蜥蜴及哺乳動物。以斑比盜龍的體型來說，有著較大的腦部，兩者的比例是已知恐龍中最大的，但這可能與牠們的幼年年齡有關，因為幼年個體通常具有較大的腦部/身體比例。
斑比盜龍具有長臂及發展良好的叉骨。手腕關節與鳥類相似，可以折攏，類似鳥類的折攏雙翼動作。部分骨頭內有空腔，並與肺部相連，類似鳥類。脛骨長，能夠快速奔跑。也有可能是恐爪龍的幼年個體。

## 分類
斑比盜龍被命名時，被歸類於馳龍科。之後的親緣分支分類法分析，將斑比盜龍歸類於不同位置：伶盜龍亞科、小盜龍類、以及最近的蜥鳥盜龍亞科。

## 外部連結
- 牛津大學展品資料（第8頁） （页面存档备份，存于）
- 斑比盜龍 DinoData.org]
- 馳龍科的各屬 The Thescelsosaurus
- 斑比盜龍的詳細標本特徵 The Theropod Database]
- 恐龍的發音與命名